# Општина Комарна (Јаши)
Комарна (рум. Comarna) општина је у Румунији у округу Јаши.
Oпштина се налази на надморској висини од 179 m.